# Pontinus rathbuni
Pontinus rathbuni is een straalvinnige vissensoort uit de familie van schorpioenvissen (Scorpaenidae). De wetenschappelijke naam van de soort is voor het eerst geldig gepubliceerd in 1896 door Goode & Bean. deze vis staat bekend om zijn paringsdans die hij doet naar de mannelijke vis. Deze vis gaat ondersteboven met een draaiende beweging spartelen met zijn staart.